# Cattici
Cattici (in montenegrino Katić/Катић o Gornji Katić), chiamato anche scogli Catici, è un isolotto del Montenegro, nel mare Adriatico meridionale, situato di fronte a Castellastua. Si trova affiancato dall'isolotto di Santa Domenica e nelle vecchie mappe vengono chiamati ambedue scogli di Santa Domenica.
Cattici si trova a circa 1 km dalla spiaggia di Castellastua e dista circa 130 m da Santa Domenica.